# Процесс (фильм, 1993)
«Процесс» (англ. The Trial) — фильм 1993 года режиссёра Дэвида Хью Джонса, экранизация знаменитого одноимённого романа Франца Кафки.

## Сюжет
В этой весьма близкой к оригиналу экранизации романа Франца Кафки рассказывается о молодом клерке Йозефе К., против которого выдвинуто обвинение в неизвестном ему преступлении. Зная только, что он обвиняемый и ничего больше, Йозеф естественно пытается оправдать и защитить себя, но вскоре понимает, что полностью погряз в неравной борьбе с правительственной бюрократией, не предоставляющей ему никакого выхода.

## В ролях
- Кайл Маклахлен — Йозеф К.
- Энтони Хопкинс — священник
- Джейсон Робардс — адвокат Др. Гульд
- Джульет Стивенсон — фройляйн Бюрстнер
- Альфред Молина — художник Титорелли
- Полли Уокер — Лени
- Дэвид Тьюлис — Франц

Фильм снят в Праге. Есть кадры из Львова. Сценарист фильма Гарольд Пинтер лауреат Нобелевской премии по литературе 2005 года.